# 盧基南
盧 基南（ノ・ギナム、韓国語：노기남、1902年1月22日 - 1984年6月25日）は、日本統治時代の朝鮮及び大韓民国のカトリック聖職者。洗礼名はパウロ。初の韓国人司教であり、ソウル教区の初代大司教。長年にわたり韓国のカトリック教会を指導した。

## 生涯

### 生い立ちと初期の活動
盧基南は1902年1月22日、大韓帝国平安南道中和郡に、信仰の篤いカトリック信者である盧成九の11人目の子として生まれた。その後 YMCAで運営する青年学校に通っている途中、龍山小神学校に入学した。龍山小神学校では、英語担当教師である張勉（のち大韓民国副大統領・首相）に出会っている。1917年、フランス人神父達が運営する 12年課程の神学校に入学した。1930年、神学校を卒業して司祭に叙階され、鐘峴聖堂（現在の明洞聖堂）助任司祭を務めた。そのかたわら啓聖普通学校（現在の啓聖初等学校）の運営を担当し、ここで校長を務めていた張勉と再会している。

### 司教叙階
盧基南は、鐘峴聖堂助任司祭を12年間務めた。日中戦争勃発後、教会に対する日本の圧迫と同化政策が強められたが、彼は適切に対応つつ、教会保護に努めた。ただし、当時の行動についてのちに批判がある（#「親日派」参照）。創氏改名により名乗った日本式の名前は「岡本鉄治」である。
日本が皇国化の一環として外国人教区長を日本人教区長で置き換えようと計画すると、当時京城教区長であったフランス人のアドリエン・ラリボー司教は辞任を決意した。盧基南は元司教の秘密推薦により、教区司祭を経て1942年11月10日、京城教区長に任命され、12月20日にコルバサ（Colbasa）の名義司教に叙階された。韓国人としては最初の司教叙階だった。

### 教会再建活動
1945年、朝鮮が日本の統治から解放されると、カトリック教会再建のために働いた。特に韓国カトリック教会の位階制の設定に尽力している。
モスクワの三相協議に反発した金九によって結成された「信託統治反対国民総動員委員会」の委員になった。龍山小神学校時代の恩師でもある張勉を探して政界入りを働きかけたのも盧基南である。
1948年5月から1948年8月まで駐在の司祭の辞任で空席だった大邱教区長も兼任している。

### 大司教任命
韓国カトリック教会は、1962年12月20日に自立教会と認められた。京城教区はソウル大司教区に昇格し、盧基南司教が大司教に任命された。大司教就任後は韓国カトリック司教会議を設定するなど、韓国におけるカトリック教会の安定に努力した。
1963年には大韓民国国民勳章を授与された。1965年2月にイタリア文化勳章を授与され、その年の12月には当時創立された韓国宗教人協議会会長に選出されたりした。1967年3月23日にソウル大司教区のソウル大司教職を辞任し、引退を宣言。安養の村に移住した。
1984年3月13日高麗青磁献納委員会顧問に委嘱された。5月の韓国カトリック教会創設200周年では、教皇ヨハネ・パウロ2世を迎えて朝鮮の殉教者103名の列聖式を司式した。
1984年6月25日、81才で老衰により死去した。

## 活動と論争
日本統治下末期から韓国独立後まで、長期間にわたって教会の指導者を務めた韓国カトリック界の大物である。「盧基南がいない韓国カトリック教会など想像することができない」とも言われる。しかし、日本統治時代の行動は「親日派」と批判されることがあり、また第二次世界大戦後には反共の立場から政治にも関わったことから「政治司祭」という評価もある。

### 「親日派」
日本統治時代末期に、鐘峴大聖堂助任司祭、京城教区長かつ朝鮮人司教であった盧基南は、日本の植民地支配や太平洋戦争に協力した（「親日派」）という疑惑が提起されている。たとえば、日本統治時代のカトリック教会の「親日行為」を告発した 『かむことができなかった舌』（2008年）では、盧基南を代表的な問題的人物に数えた。これに対して、積極的な親日行為ではなく、単純に韓国カトリック教会代表として仕方ない行動だったという反論が出されている。
1938年に結成された国民精神総動員朝鮮連盟にカトリック京城教区が参加した時、張勉とともに連盟の業務を担当した。京城教区は聖職者と信徒たちに朝夕で日本軍将兵のための祈祷をし、かつ戦争勝利のためのミサを捧げるようにしたが、教区の行為を主催、または援助したという疑惑が提起された。
1940年には皇紀2600年奉祝式とともに国民総力天主教京城教区連盟（ko:국민총력천주교경성교구연맹）を結成して盧基南は理事長に選任された。機関紙『傾向雑誌』を通じて内鮮一体の実現と国家に対する滅私奉公のために団体を結成したという主旨を説明した事がある。京城教区長に任命された後、1943年に結成された朝鮮戦時宗教報国会（ko:조선전시종교보국회）に天主教会代表委員で参加して出兵寄稿文を提出したという疑惑がかけられたが、本人の自筆かどうかは不確実である。
2005年10月21日、民族問題研究所が張勉・金性洙とともに盧基南を「親日派」に選定すると、金寿煥枢機卿は東亜日報との記者会見で遺憾の意を表明、張勉・盧基南・金性洙を弁護し、盧基南らは本意による自発的行動や積極的な行動ではなかったと述べた。盧基南大司教はカトリック聖職者代表であり、信者代表は張勉博士だったので、本人意志とは関係が無いことし、単純にそのようなことを見て親日であるという判断を下だすのはあまりにも軽率な行動で、彼等に対する冒涜である、もしその基準で見れば、私も学徒動員に行って来たし、創氏改名をしたし、学校に通う時に神社参拝もしており、当時大部分の人々がそうだったと語り、親日派選定基準を批判した。盧基南の業績に対しても、日本統治時代の間、大邱教区では日本人が司教になったが、ソウルはそれでも盧基南のような方がいて韓国人として司教になったので、韓民族に深い喜びを与えたと高く評価し、単純な表面的な判断で非難してはならないと主張した。
2008年に公開された民族問題研究所の親日人名辞書収録予定者名簿の宗教部門に選定された。これに対して、カトリックソウル大司教区は「戦争最後の時期、宗教など各団体責任を負った人物は、日本が強圧的に作った総動員団体の長になるしかないという不可避な状況だったのを考慮しなければならない。盧基南が強圧的に作られた団体に仕方なく属しただけであり、積極的な協力者ではなかった」と主張した。
2009年に親日反民族行為者に認定された。

### 「政治司祭」
1945年、アメリカによる軍政が始まると、盧基南は米軍に接近して韓国民主党のような親米、反共主義路線を敷いた。盧基南は張勉を政界へ出るように勧めた。また、李承晩を支持して単独政府樹立を支持し、第1共和国時期には政治関与をおこなった。当時のカトリックでは、盧基南が責任者を務める京郷新聞が断定世論を導いていた。
一方、1948年頃に日本統治期の対日協力者に対する救済で非難を浴びた事がある。朝鮮総督府高位官僚を務めた厳昌燮が反民族行為処罰法制定で逮捕された時、釈放運動をして彼が出獄した後に、洗礼を受けるようにした。メソジスト教会牧師で有名な「親日派」牧師である鄭春洙は教団内部の批判で立場を失うようになると盧基南を訪ね、カトリックに改宗したりした。
1981年の釜山アメリカ文化院放火事件に際して、容疑者を匿った疑いで原州教区の司祭が拘束されたが、盧基南はこの事件を北朝鮮の主張に同調した共産主義者、凶悪犯の所作であると非難するなどした。こうした行動から、「政治司祭」という評価もある。

## 叙勲
- 1959年フランス最高文化勲章
- 1963年大韓民国国民勳章
- 1965年 2月イタリア文化勳章

## 著書
- 私の回想録（1967年）
- あなたの意のままに（1978年）